# یودووو (استان سلیزیا سفلی)
یودووو (به لاتین: Jodłów) یک روستا در لهستان است که در گمینا مینزلشه واقع شده‌است.